# FCW
FCW was een professionele worsteltelevisieprogramma van Florida Championship Wrestling, dat van 2008 tot 2012 ook als opleidingscentrum van WWE fungeerde, en gebaseerd was van de onafhankelijke worstelorganisatie, Championship Wrestling from Florida, van 1961 tot 1987. FCW debuteerde op 5 oktober 2008 op Bright House Sports Network en het laatste uitgezonden aflevering was op 15 juli 2012. Het concept werd samengevoegd met WWE NXT.

## Speciale afleveringen
| Aflevering             | Datum            | Aantekeningen                                                                     |
| ---------------------- | ---------------- | --------------------------------------------------------------------------------- |
| FCW                    | 5 oktober 2008   | Televisieseriedebuut                                                              |
| FCW 100th episode      | 29 augustus 2010 | Viering van de 100ste aflevering van FCW.                                         |
| March of Champions     | 13 maart 2011    | Alle titels en prestaties van Florida Championship Wrestling stonden op het spel. |
| FCW: The Final Episode | 15 juli 2012     | Het laatste aflevering van FCW.                                                   |